# Sense of place

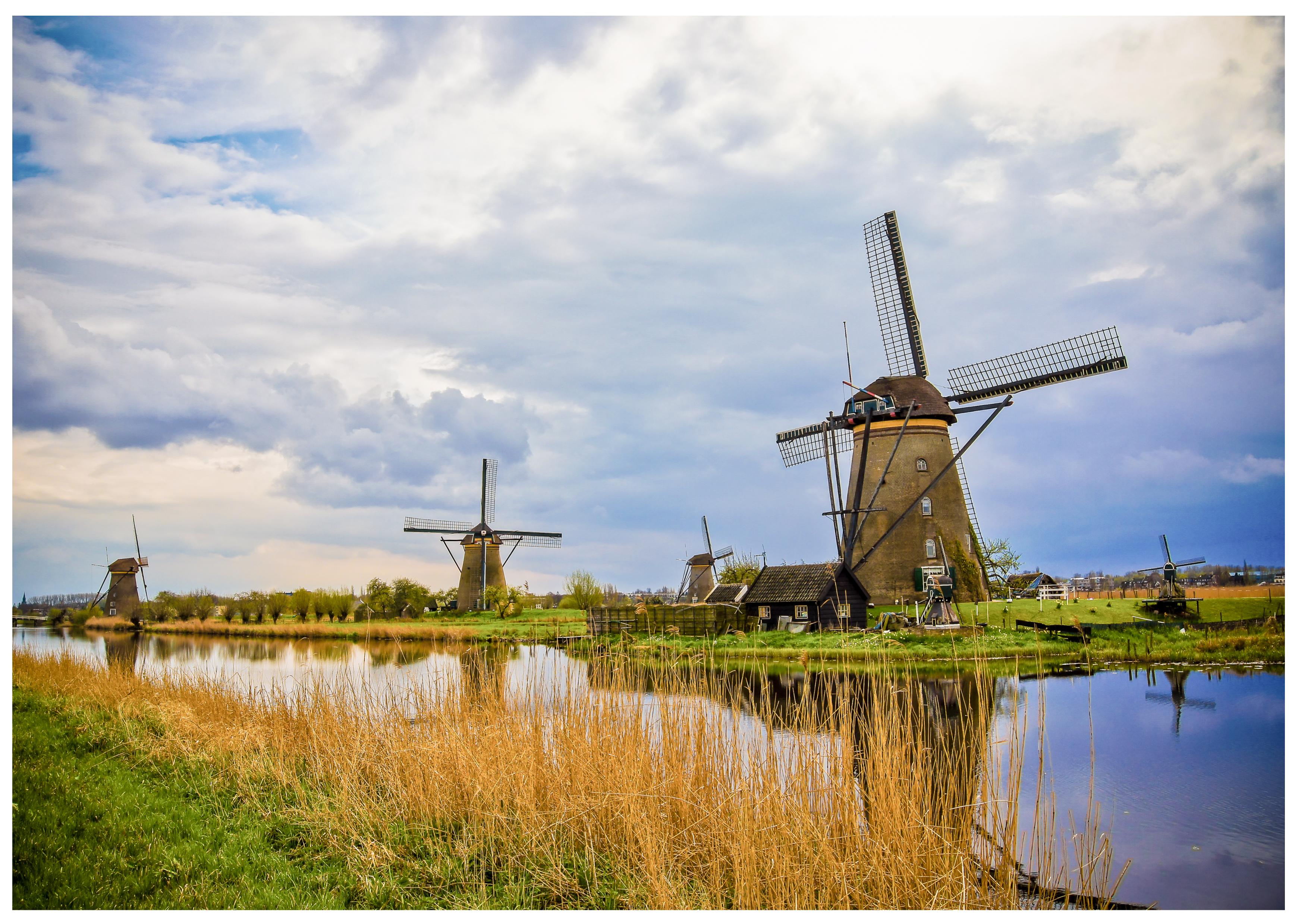
De Kinderdijkse molens, voorbeeld van een Werelderfgoedlocatie met een sterke identiteit

De term sense of place of plaatsgevoel wordt op verscheidene manieren gebruikt. Het is enerzijds een kenmerk dat geografische plaatsen al dan niet bezitten, terwijl sense of place ook gezien kan worden als een gevoel of perceptie van mensen (dus niet van de plaats zelf). Met de term worden vaak de kenmerken aangeduid die een plaats bijzonder en uniek maken. De geograaf Yi-fu Tuan heeft in zijn boek Landscapes of fear (1979) gewezen op het bestaan van niet-positieve senses of place, zoals angst. Ook wordt het concept sense of place gehanteerd in stedelijke en rurale onderzoeken naar de verbondenheid van gemeenschappen met hun leefomgeving of thuisland.

## Geografische plaats
Cultureel-geografen, antropologen, sociologen en planologen onderzoeken waarom bepaalde plaatsen een speciale betekenis bezitten voor sommige mensen of dieren. Plaatsen hebben een sterke sense of place wanneer er een sterke identiteit is die diep gevoeld wordt door bewoners en bezoekers. Hiermee is sense of place een sociaal fenomeen. Er bestaat regelgeving voor het beschermen, behouden en verfraaien van waardevol ervaren plaatsen, waaronder de Werelderfgoedstatus, het Nederlandse Nationaal Landschap, het Britse National Landscape (voorheen: Area of Outstanding Natural Beauty) en de Amerikaanse National Historic Landmark.

## Plaatsloosheid
Plaatsen die een sense of place ontberen worden soms 'plaatsloos' of 'inauthentiek' genoemd. Cultureel geograaf Edward Relph onderzoekt de 'plaatsloosheid' van deze locaties; antropoloog Marc Augé noemt dit non-plaatsen. Plaatsloze landschappen kennen geen speciale relatie met de plaatsen waarin ze gesitueerd zijn, waardoor ze praktisch overal zouden kunnen liggen. Voorbeelden van plaatsloze landschapselementen zijn tankstations, warenhuizen en gemakswinkels.